# Bau (Sarawak)
Pour les articles homonymes, voir Bau.

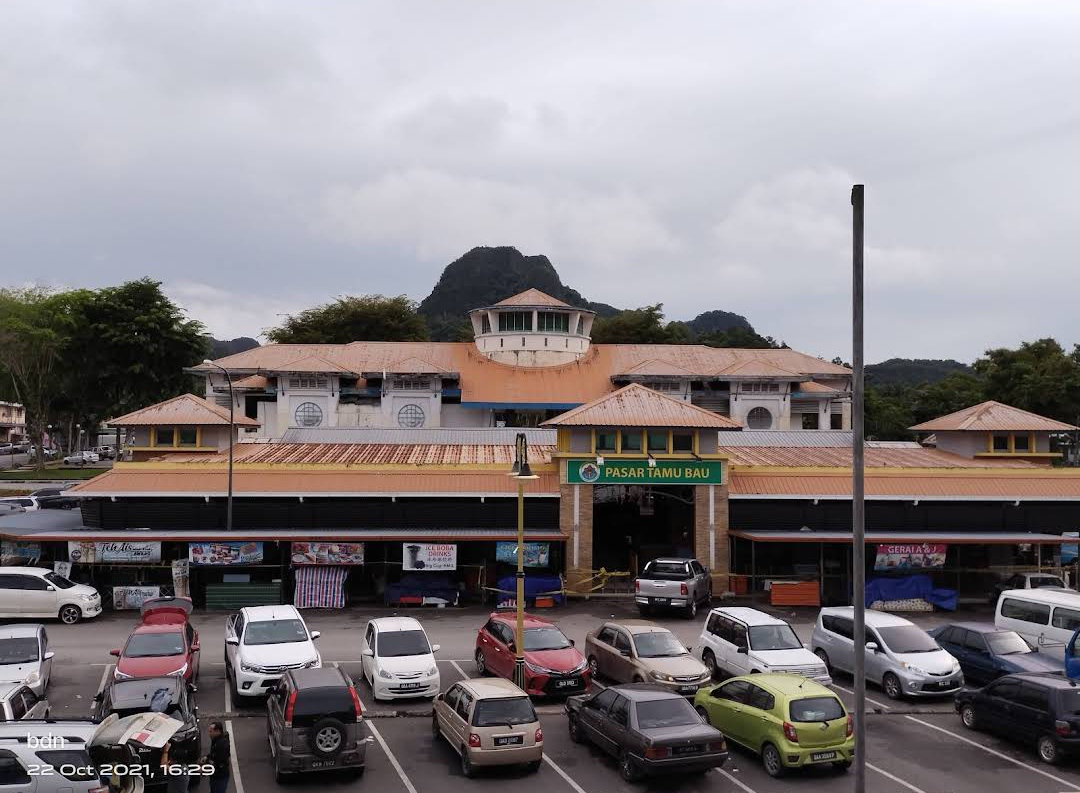
Marché de Bau

Bau est une localité située dans le Sarawak, au sein du district de Kuching. 
C'est une localité reconnue historiquement pour ses mines d'or. La révolte de 1857 des mineurs d'or chinois contre le Rajah blanc James Brooke du royaume de Sarawak trouva son origine dans cette ville.